# Paliurus
Paliurus ist eine Gattung aus der Familie der Kreuzdorngewächse (Rhamnaceae). Sie umfasst fünf meist in Ostasien beheimatete Arten.

## Beschreibung
Paliurus sind immer- oder sommergrüne, häufig dornentragende Sträucher oder kleine bis mittelgroße Bäume. Die Blätter sind deutlich dreinervig und wechselständig angeordnet.
Die Blüten stehen in achselbürtigen Zymen. Der Blütenbecher ist halbkugel- bis schalenförmig. Der fleischige Diskus ist mit der intrastaminalen Oberfläche des Blütenbechers verwachsen. Der zwei- bis dreifächrige Fruchtknoten ist halbunterständig. Die Früchte sind trocken und weisen einen häutigen, scheiben- bis halbkugelförmigen Flügel auf, sie öffnen sich nicht selbst.

## Verbreitung und Systematik
Innerhalb der Kreuzdorngewächse wird die Gattung in die Tribus Paliureae eingeordnet. Die Paliurus umfassen fünf Arten, vier in Ostasien und eine im Mittelmeerraum.
- Christusdorn (Paliurus spina-christi Mill.)
- Paliurus hemsleyanus Rehder ex Schir. & Olabi: Sie kommt in China vor.[2]
- Paliurus hirsutus Hemsl.: Sie kommt vom südöstlichen China bis Vietnam vor.[3]
- Paliurus orientalis (Franch.) Hemsl.: Sie kommt in China vor.[2]
- Paliurus ramosissimus  (Lour.) Poir.: Sie kommt im China, Japan, Korea, Hongkong, Taiwan, Macau und Vietnam vor.[2]